# Närrische Hitparade
Die Närrische Hitparade (ursprünglich Karnevalistische Hitparade) war ein Musikwettstreit des WDR von 1974 bis 2008, bei dem das beste Karnevalslied der Session gewählt wurde. Dem Gewinner wurde anfangs noch ein goldener Dom und später dann ein goldenes Mikrofon verliehen, da man Siegertiteln aus Düsseldorf keinen Kölner Dom als Preis verleihen wollte. Der Zweitplatzierte erhielt eine Ausführung in Silber und der dritte Platz eine in Bronze. Die Teilnehmer wurden von den Hörern des WDR vorgeschlagen. Aus diesen Vorschlägen wählte die Jury aus, wer in zwei Vorrunden antreten durfte. Nach der Abstimmung der Radiohörer gab es ein Halbfinale. Die besten Gruppen erreichten das Finale, welches dann im WDR Fernsehen übertragen wurde. Hier stimmte eine Jury, das Saalpublikum und später auch die Fernsehzuschauer über den Gewinner ab.
In der Sendung machten auch die Bläck Fööss, die Höhner und die Paveier ihre ersten Schritte. Die Final-Sendung wurde anfangs von Lotti Krekel und K.G. Breuer moderiert und ab 2000 von Gisbert Baltes und Marita Köllner moderiert. Bis 2003 wurde die Finalsendung aus verschiedenen Orten in Nordrhein-Westfalen übertragen, später nur noch aus den WDR-Studios in Köln-Bocklemünd.
Im Jahr 2008 fand die letzte Närrische Hitparade statt. Der WDR-Unterhaltungschef Axel Beyer sagte dazu: „Angesichts der Inflation von Casting-Shows hat sich das Prinzip der Hitparade überlebt. Wir arbeiten aber kontinuierlich daran, dem karnevalistischen Nachwuchs eine Plattform in unserem Programm zu geben.“.

## Gewinner
| Datum            | Ort             | Gold                                                      | Silber                                                      | Bronze                                           |
| ---------------- | --------------- | --------------------------------------------------------- | ----------------------------------------------------------- | ------------------------------------------------ |
| 1974             | Köln            | De Bläck Fööss (Mer losse d'r Dom en Kölle)               | ?                                                           | ?                                                |
| 1976             | Ratingen        | ?                                                         | ?                                                           | ?                                                |
| 1977             | Frimmerdorf     | De Bläck Fööss (Et Spanien-Leed)                          | Karl Berbuer (Bravo, Bravissimo)                            | Original Dick & Dünn (Anna, ming Droppe)         |
| 1978             | Neuss           | Hans Lötzsch (Altbier-Lied)                               | Jupp Schmitz (Halt ihn fest, Katharina)                     | De Bläck Fööss (Lange Samstag en d'r City)       |
| 1996             | Euskirchen      | Die Zwei us em Vürjebirch = Willi Wilden & Manfred Lohmer | ?                                                           | ?                                                |
| 21. Januar 2000  | Rhede           | Colör (Kölsche Junge)                                     | Münsterland-Duo (Marieche, danz!)                           | ?                                                |
| 2001             | Düsseldorf      | Die Landeier (Karneval im Bullenstall)                    | Hätzblatt (Et Knuutsch-Leed)                                | Drei Richtije                                    |
| 4. Februar 2002  | Köln-Bocklemünd | Hätzblatt (Ne schöne Daach)                               | Die Uissen (Unser Hermann)                                  | Cölln Girls                                      |
| 7. Februar 2003  | Emsdetten       | Die Landeier (Ik kann da nix an dohn)                     | Cölln Girls                                                 | ?                                                |
| 16. Februar 2004 | Duisburg        | Heinz Hülshoff (Zeig mir mal dein Däumchen)               | Klaus und die Wesergardisten (Im Himmel ist der Teufel los) | Cölln Girls                                      |
| 30. Januar 2005  | Köln            | Alt Schuss (Et es wie et es)                              | Feuerwehrmusikzug Luchem (Wasser Marsch)                    | Jürgen Wunderlich (E janz klein Stück vun Kölle) |
| 26. Februar 2006 | Köln-Bocklemünd | Altreucher (Hahnepooz)                                    | Jürgen Wunderlich (Nä, wat is dat schön)                    | De Frönde (Die Mädchen he vum Rhing)             |
| 18. Februar 2007 | Köln-Bocklemünd | De Fetzer (Immer wenn du vür m'r stehst)                  | (Loss mer fiere)                                            | Rubbedidub (Eimol im Levve)                      |
| 3. Februar 2008  | Köln-Bocklemünd | Hätzblatt (Nordisch Walking)                              | Kölsche Bengels mit Ahle Kölsche Leeder                     | Sine Puttkers (Lisbeth)                          |

## Diskografie
- Die Närrische Hitparade 2004
- Die Närrische Hitparade 2005
- Närrische Hitparade Folge 3 (2006)